# Щитове кріплення

Кріплення щитове

Кріплення щитове (рос. крепь щитовая, англ. shield support; нім. Schildausbau m) — захисне (огороджувальне) або захисно-підтримуюче гірниче кріплення очисних вибоїв похилих і крутих пластів, що пересувається за падінням під дією власної маси і тиску обвалених порід або механічним шляхом. Самопересувне К.щ. виготовляють з деревини, бетонних і інш. конструкцій, К.щ., що пересувається механічним шляхом, являє собою металеву конструкцію. Область застосування — пласти потужністю 1,3-14 м з кутом падіння понад 35о (для механічного) і понад 55о (для самопересувних).